# Verity (Statue)

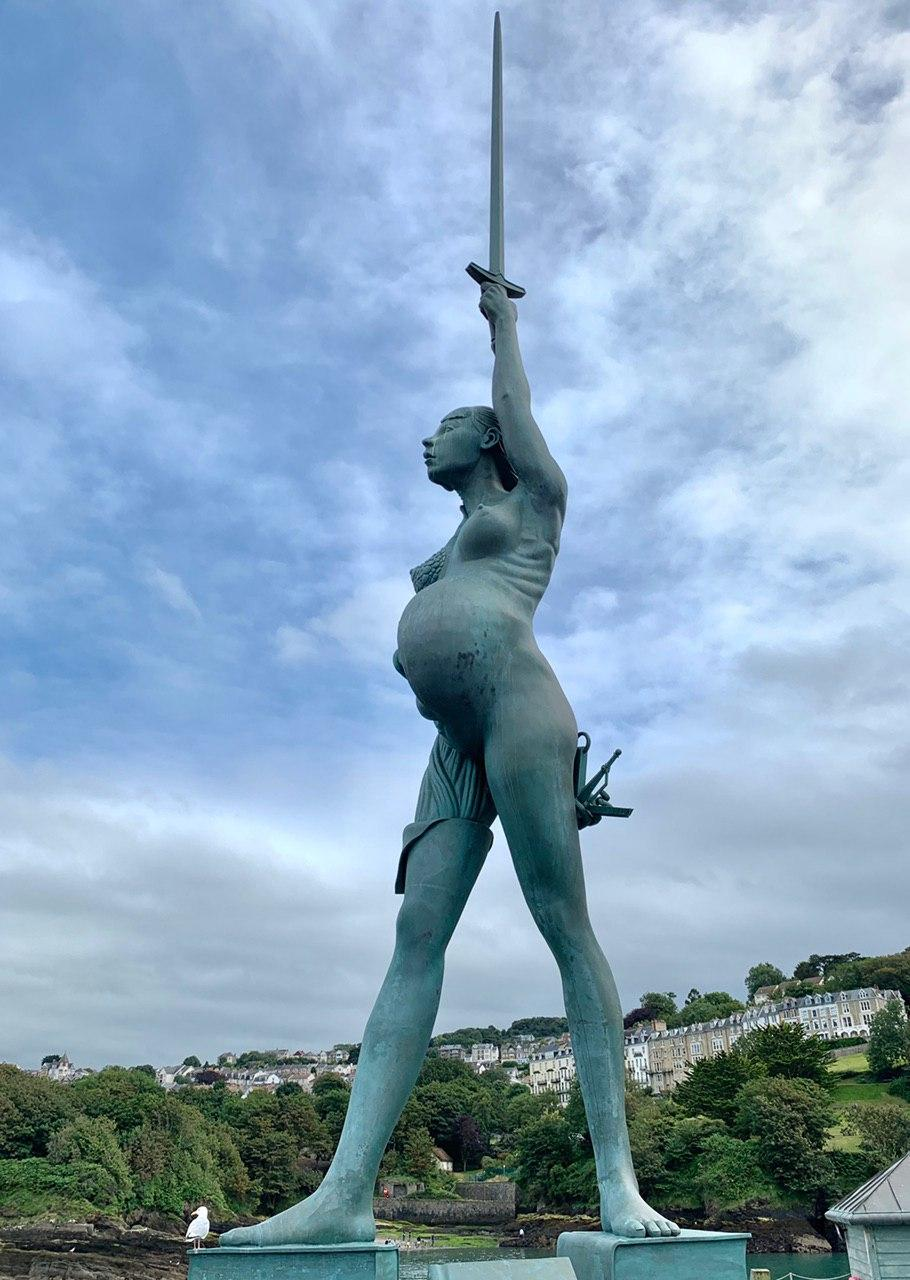
Ansicht der Verity von links

Verity (dt. Wahrheit) ist eine mehr als 20 Meter hohe, 25 Tonnen schwere Bronzestatue des britischen Künstlers Damien Hirst an der Hafeneinfahrt des englischen Küstenorts Ilfracombe. Sie wurde am 19. Oktober 2012 aufgestellt und zeigt eine schwangere junge Frau, deren Organe einschließlich der Gebärmutter und des Fötus auf der rechten Seite sichtbar sind, ähnlich den Körperwelten des deutschen Arztes und Plastinologen Gunther von Hagens.
Als sie aufgestellt wurde, war Verity die höchste Statue in Großbritannien. Seit 2013 wird sie jedoch von den The Kelpies, bei Falkirk in Schottland, die 30 m hoch sind, übertroffen.